# Академія Сініка
Академія Сініка (AS, лат. Academia Sinica, латиніз. Chinese Academy; кит. трад.: 中央硏究院; літ.: 'Central Research Academy') зі штаб-квартирою в Наньгані, Тайбей — національна академія Республіки Китай (Тайвань). Заснована в Нанкіні, академія підтримує дослідницьку діяльність у різноманітних дисциплінах: математиці та фізичних науках, науках про життя, гуманітарних і соціальних науках. Як навчальний заклад, забезпечує підготовку докторів філософії та стипендії за власною англомовною Тайванською міжнародною програмою післядипломного навчання з біології, сільського господарства, хімії, фізики, інформатики та наук про Землю й довкілля.
Посідає 144 місце в рейтингу Nature Publishing Index — 2014 Global Top 200 і 18 місце в рейтингу Рейтер найінноваційніших дослідницьких установ світу (World's Most Innovative Research Institutions) 2019 року. Нині президентом від 2016 року є Джеймс К. Ляо, експерт у галузі метаболічної інженерії, системної біології та синтетичної біології.

## Історія

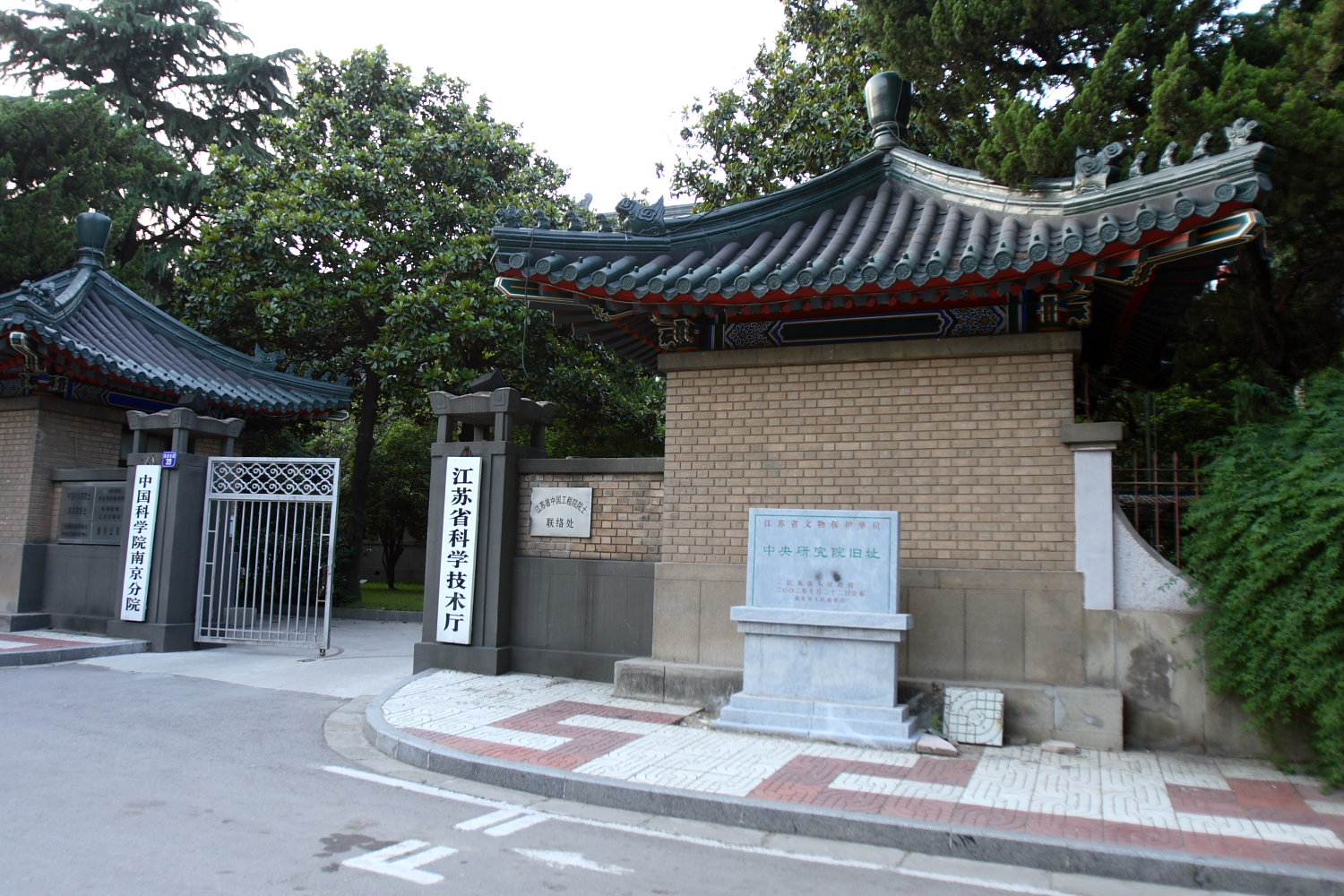
Колишня Академія Сініка в Нанкіні, нині Нанкінська філія Китайської академії наук

Академію Сініка, що означає «Китайська академія», засновано 1928 року в Нанкіні, тодішній столиці Республіки Китай, а її перше засідання відбулося в Шанхаї. До грудня 1948 року, унаслідок громадянської війни в Китаї року всі чотирнадцять інститутів академії погодилися переїхати з Нанкіна на Тайвань разом з іншими установами уряду Республіки Китай. Зрештою, лише Інститут історії та філології було переведено на Тайвань, оскільки голова Інституту математики Цзян Ліфу пішов у відставку в червні 1949 року та ніколи не їздив на Тайвань.
З 81 наукового співробітника, які мали переїхати, Тайванську протоку перетнули дев'ятеро. Закладу бракувало коштів і в грудні 1954 року він знову відкрився як Історико-філологічний інститут. Того ж року в Цзючжуані (Наньган, Тайбей) побудовано його головний кампус. Через важливість сільського господарства для економіки Тайваню було відновлено Інститут ботаніки. Друге скликання Академії Сініка відбулося 1957 року. У той же час її материкова частина продовжувала діяти під комуністичним правлінням і була в 1980-их роках перейменована на Китайську академію наук.
У 2000-их роках створено багато нинішніх інститутів і дослідницьких центрів, частково шляхом реорганізації старих. 2006 року урочисто відкрито першу докторську програму академії — Тайванську міжнародну аспірантську програму (англ. Taiwan International Graduate Program).

## Місія
Як провідна академічна дослідницька установа Тайваню, Академія Сініка безпосередньо підпорядковується президентській канцелярії, на відміну від інших науково-дослідних інститутів, фінансованих урядом, які відповідають міністерствам виконавчого юаню. Таким чином, АС має автономію у формулюванні власних цілей дослідження. Крім академічних досліджень з різних предметів у сфері природничих і гуманітарних наук, її головними завданнями також є надання вказівок, каналів координації та стимулів з метою підвищення академічних стандартів у країні.

## Керівництво
Президента АС призначає президент Тайваню з трьох кандидатів, яких рекомендує засідання Ради. Президент АС має бути академіком. Після призначення він обіймає посаду протягом 5 років і може перебувати на ній до двох строків поспіль.
Нині 11-им президентом академії є Джеймс К. Ляо, біохімік, який 21 червня 2016 року замінив Чі-Г'юей Вонґа, хіміка-біолога, професора фонду Парсонса та завідувача кафедри хімічної та біомолекулярної інженерії Каліфорнійського університету в Лос-Анджелесі. Президентом також був Ху Ши, філософ та есеїст, який зробив значний внесок у китайський лібералізм і мовну реформу, виступаючи за використання народної китайської мови, а також впливового редолога та власника рукопису Цзясю (кит.: 甲戌本). П'ятий президент, Ян Лі, отримав Нобелівську премію з хімії за «внесок у динаміку елементарних хімічних процесів».

### Президенти
- Цай Юаньпей[en] (1928—1940)
- Чжу Цзяхуа[en] (виконувач обов'язків, 1940—1957)
- Ху Ши (1958—1962)
- Ван Ши-Чі[en] (1962—1970)
- Цзянь Ши Лян[en] (1970—1983)
- У Та Ю[en] (1983—1994)
- Ян Лі (1994—2006)
- Чі-Г'юей Вонґа[en] (2006—2016)
- Джеймс К. Ляо[en] (2016–)

## Скликання

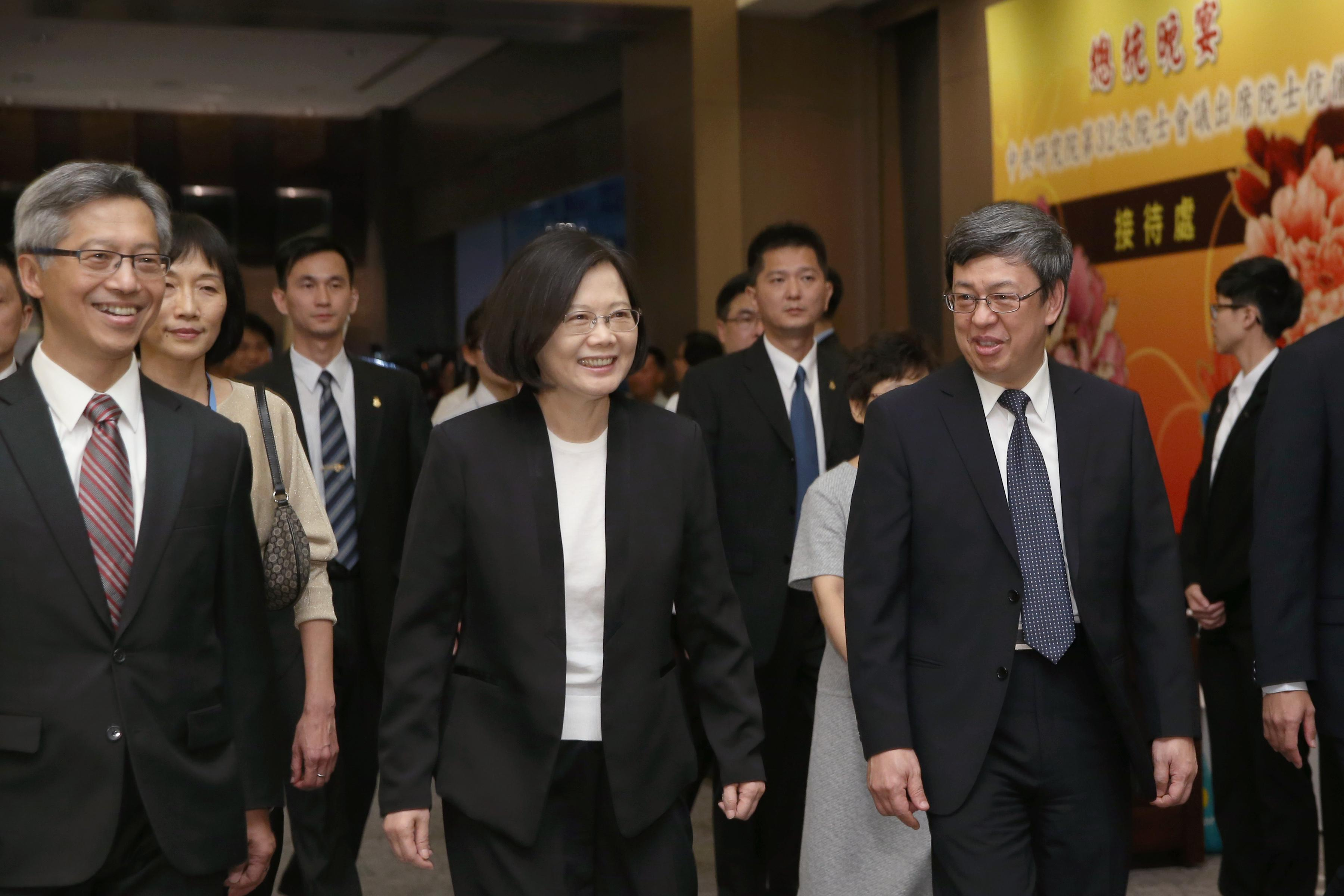
(Зліва направо) Президент Джеймс К. Ляо, президент Тайваню Цай Інвень і віце-президент Тайваню Чень Цзяньжень під час 32-го скликання

Скликання Академії Сініка складається з 281 академіка, з них 105 вітчизняних і 176 закордонних науковців. Семеро академіків є нобелівськими лауреатами. Академічне членство є почесним довічним привілеєм без винагороди. Вони не обов'язково проводять дослідження або проживають у кампусі академії. Відповідно до фаху академіки поділяються на три відділи: математика та фізичні науки, науки про життя та соціальні й гуманітарні науки. Протягом дворічного скликання до кожного з трьох підрозділів призначається максимум десять нових членів. Право на отримання академічного звання не обмежується жителями Тайваню чи громадянами Республіки Китай.
На скликанні академіки обирають нових академіків і почесних академіків, а також обирають членів Ради Академії Сініка. Скликання також може рекомендувати політику уряду щодо академічних досліджень. Академіки також зобов'язані проводити дослідження на замовлення уряду, хоча уряд ще ніколи не вимагав жодного завдання.

## Академіки
Академіків обирають щорічно, висунення кандидатур відкривається в липні й закінчується в жовтні. Результати виборів в академіки публічно оголошуються в липні наступного року. Обрання в академію в Тайвані вважається національною честю. До 34-го скликання академіків у 2022 році членом академії міг бути обраний будь-який вчений китайського походження. Починаючи від 2023 року, вибори обмежено громадянами Республіки Китай. Ця зміна спричинила обговорення офіційної класифікації нетайванських членів як почесних або іноземних членів. Така система класифікації вимагала б змін до Органічного акту Академії Сініка. Група академіків запропонувала надалі обмежити членство лише власникам тайванського паспорта або національного посвідчення.

### Вітчизняні академіки Академії Сініка
|                                                                            |                                                                                           |                                                           |
| Математика і фізичні науки - Ян Лі - Чі-Г'юей Вонґ - Тайфун Лі - У Маокунь | Науки про життя - Джеймс К. Ляо - Вен-Сюн Лі - Чень Цзяньжень - Ляо І-чіу - Чень Пей-джер | Гуманітарні та соціальні науки - Лі Джен-куей - Сайрус Чу |

### Академіки— лауреати Нобелівської премії
- Ян Лі (хімія, 1986)
- Стівен Чу (фізика, 1997)
- Денієл С. Цуї (фізика, 1998)

### Закордонні академіки
- Ши-Фу Чанг[en]
- Фан Цзяньцин[en]
- Тек-Хуа Хо[en]
- Дороті Ко[en]
- Беде Лю[en]
- Філіп Лю[en]
- Тереза Менг[en]
- Накамура Сюдзі
- Кан-і Сун Чанг[en]
- Юй Се[en]
- Віктор Зю[en]

## Кампуси

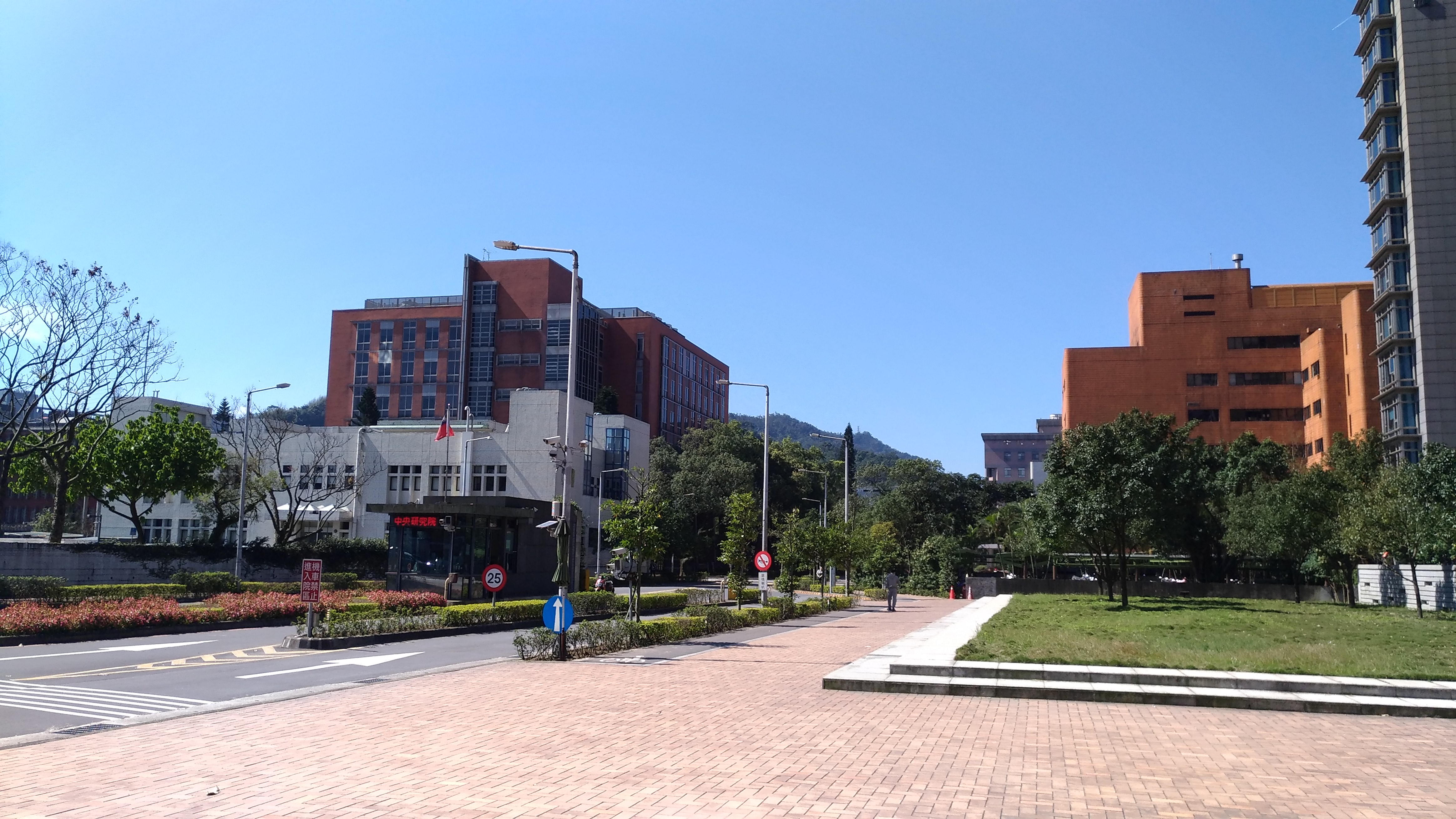
Головний вхід

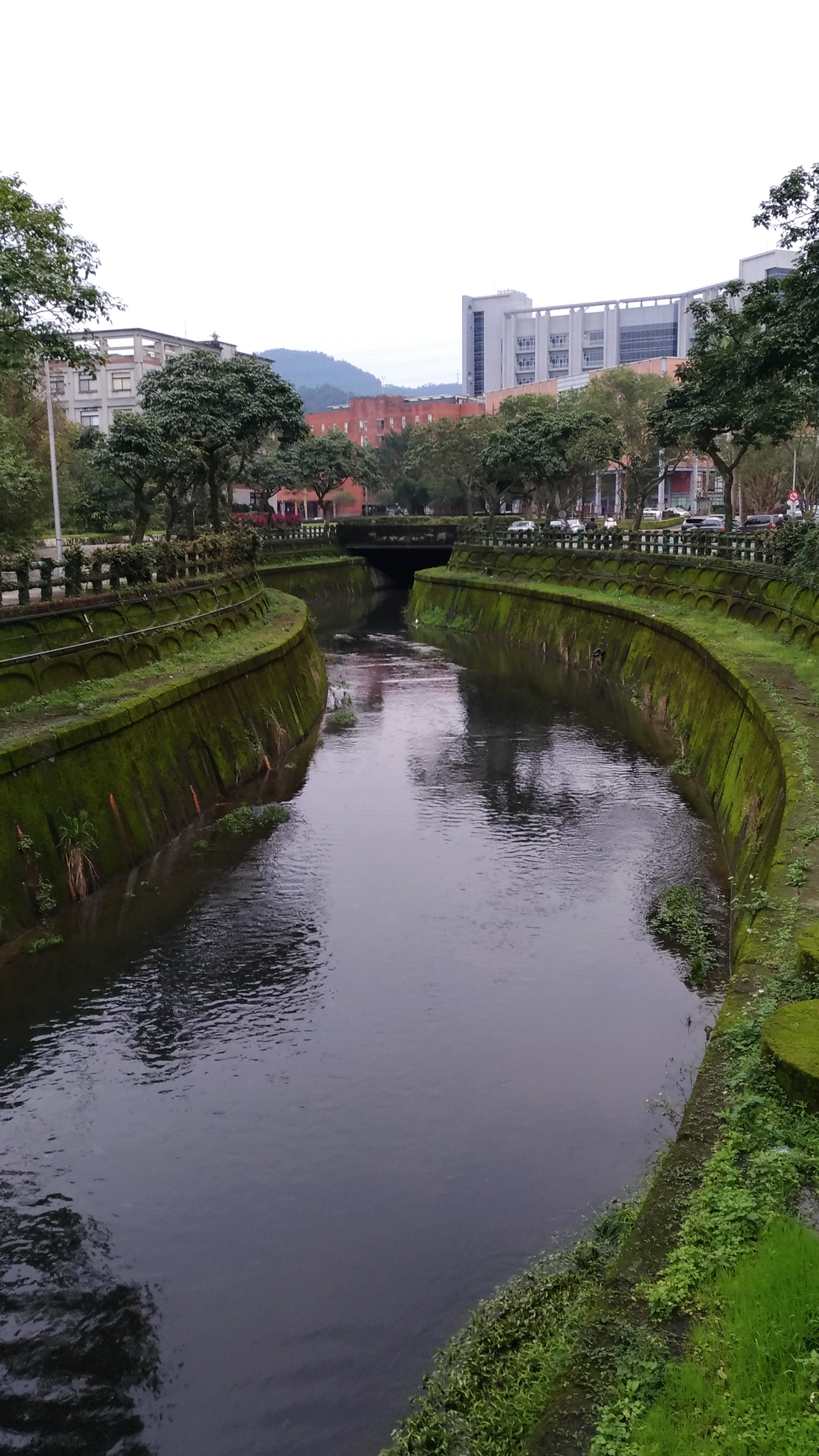
Сих-Фен Брук

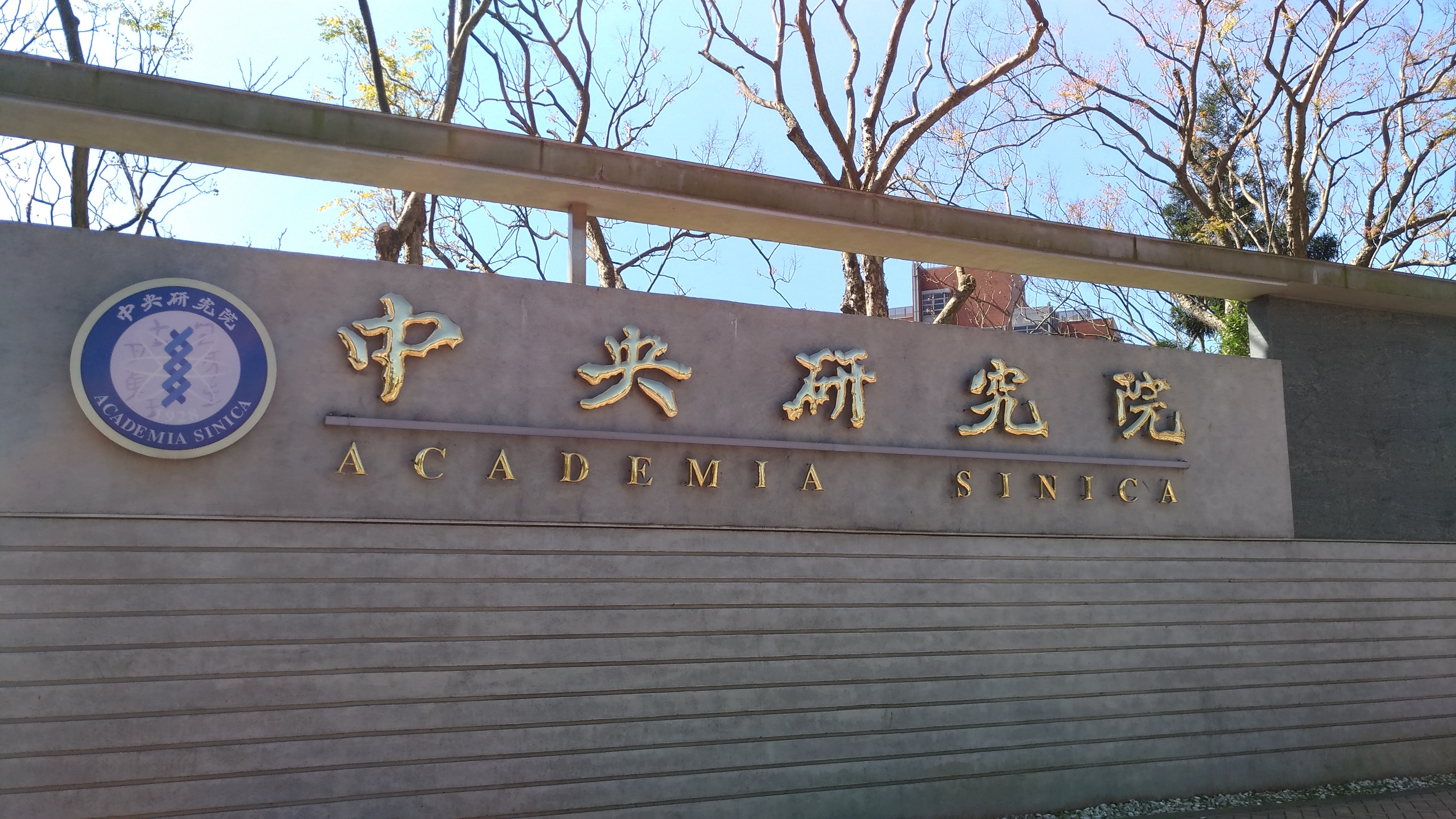
Емблема на головному вході

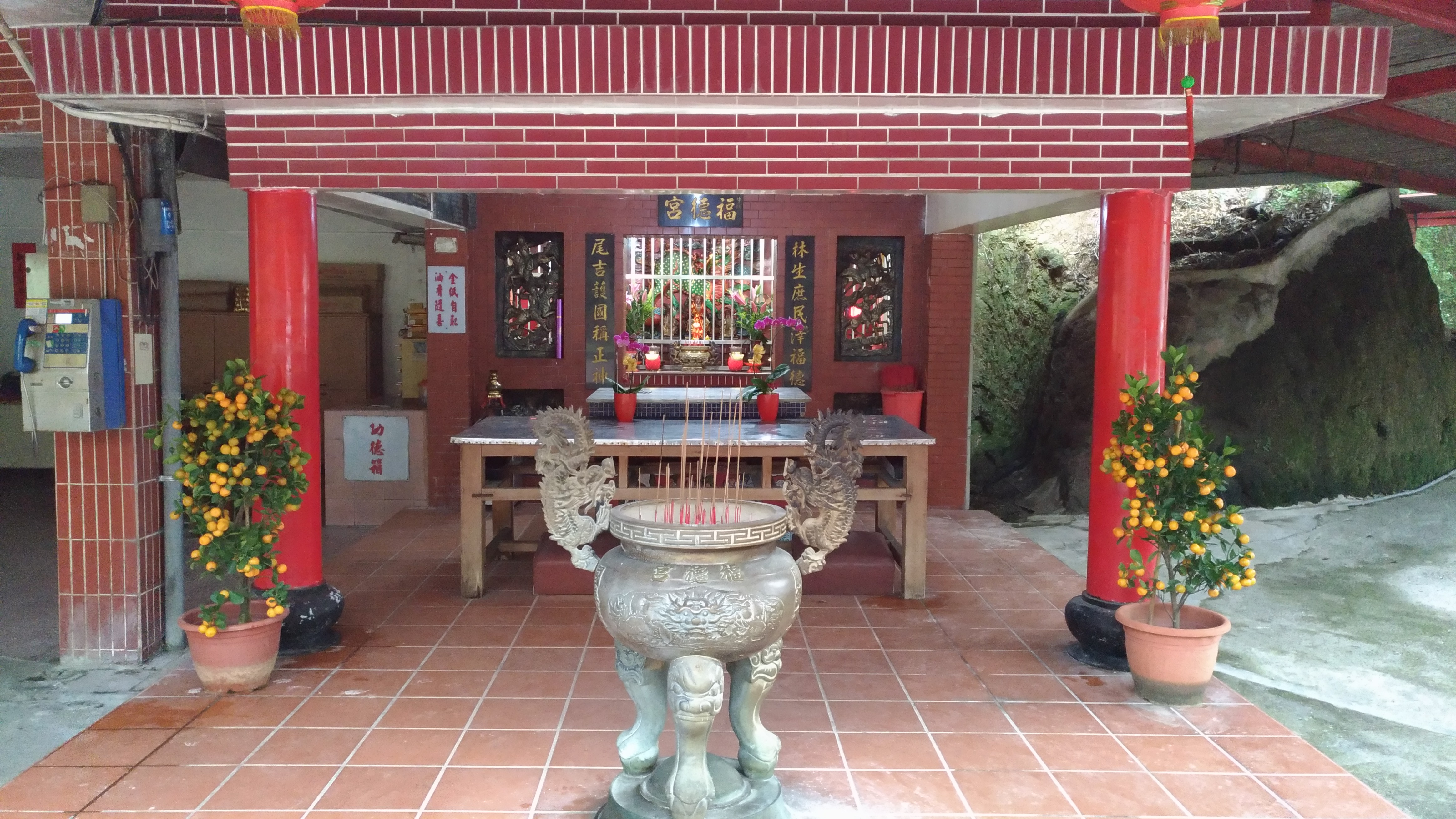
Храм бога землі

Академія Сініка має головний кампус, розташований у Наньгані (Тайбей), і керує понад 40 дослідницькими станціями, розподіленими по всій країні та всьому світу.

### Головний кампус
Головний кампус у Цзючжуані (Наньган) побудовано 1954 року. На додаток до Центрального офісу адміністрації та 28 інститутів і дослідницьких центрів, головний кампус має 10 музеїв або меморіальних зал, відкритих для публіки, а також екологічний ставок, лісопарк, храм Тудігуна (Храм Фуде, 福德宮) і річка Сіфен (四分溪), яка проходить через кампус і на північ від Національного біотехнологічного дослідницького парку.

### Національний біотехнологічний дослідницький парк
Національний біотехнологічний дослідницький парк, завершений 2017 року, який урочисто відкрила в жовтні 2018 року президентка Тайваню Цай Ін Вень, розташований приблизно за 500 м на північ від головного кампусу та 500 м на південь від Nankang Software Park, зі станцією Наньган на заході та станцією метро Тайбейський виставковий центр Наньган на сході. Тут розташовані чотири центри академії з питань трансляційної медицини, інновацій, інкубації та біоінформатики, а також Центр розвитку біотехнологій Міністерства економіки, Управління харчових продуктів і медикаментів Міністерства охорони здоров’я та соціального забезпечення та Національний центр лабораторних тварин Міністерства науки та технологій.

### Головний кампус Національного тайванського університету
Три інститути фізичних наук: математики, астрономії та атомних і молекулярних наук, розташовані в головному кампусі Тайванського національного університету в Гонгуані (Даань, Тайбей). 2014 року створено спільний офіс двох установ.

### Південний кампус
Кампус у науковому містечку Shalun Smart Green Energy, поблизу станції високошвидкісної залізниці Тайнань (район Гуйрень, Тайнань) будується і, як очікується, буде завершено 2021 року[уточнити]. Церемонія закладання відбулася в травні 2018 року після семи років планування. Південний кампус покликаний сприяти регіональному балансу в академічному ландшафті Тайваню, і надаватиме пріоритет дослідженням сільськогосподарської біотехнології, сталого розвитку та археології ранньої історії та культури Тайваню.

## Організація

### Інститути та дослідницькі центри
Подібно до Інститутів Макса Планка Німеччини, тайванська Академія Сініка охоплює три основні академічні відділи:
| | | |
| Математика та фізичні науки (11 інститутів/наукових центрів; 339 наукових співробітників): - Математики - Фізики (1962) - Хімії (1957) - Наук про Землю (1982) - Інформатики (1982) - Статистики (1987) - Атомних та молекулярних наук (1995) - Астрономії та астрофізики (2010) - Прикладних наук (2006) - Змін довкілля (2004) - Інновацій в інформаційних технологіях (2007) | Науки про життя (8 інститутів/дослідних центрів; 329 наукових співробітників): - Біології рослин і мікробів (2005) - Клітинної та організмової біології (2005) - Біохімії (1970) - Молекулярної біології (1993) - Геноміка (2003) - Сільськогосподарської біотехнології (2006) - Біорізноманіття (2004) - Біомедичних наук (1981) | Гуманітарні та соціальні науки (12 інститутів/наукових центрів; 319 наукових співробітників): - Історії і філології - Етнології (1965) - Сучасної історії (1965) - Економіки (1970) - Європейських та американських досліджень (1991) - Китайської літератури та філософії (2002) - Історії Тайваню (2004) - Соціології (2004) - Лінгвістики (2004) - Політології (2012) - Юриспруденції (2011) - Гуманітарних та соціальних наук (2004) |

### Дослідницькі станції
До дослідницьких станцій у Тайвані входять:
- Археологічна станція наукового парку Південного Тайваню[en] (南科考古工作站)
- Морська станція Ґрін-Айленд[en] (綠島海洋研究站)
- Озерна станція Юаньян (鴛鴦湖工作站), Цзяньші[en], Синьчжу
- Станція морських досліджень, Цзяосі[en], Їлань (宜蘭礁溪臨海研究站)
- Дослідницька станція атолу Дунша[en], Гаосюн (東沙環礁研究站)

Закордонні дослідницькі станції включають:
- Глобальна навігаційна супутникова система (GNSS), Лусон, Філіппіни
- Станція Сесоко, Окінава, Японія
- Масив Юань Це Лі (YTLA), Мауна-Лоа, Гаваї, США
- South-East Asian Time Series Study (SEATS) у Південнокитайському морі

## Освітні програми

### Докторські програми (PhD)

#### Спільні докторські програми
Загалом Академія Сініка не є навчальним закладом, але вона тісно співпрацює з провідними дослідницькими університетами Тайваню, такими як Національний університет Тайваню, Національний університет Цін Хуа, Національний університет Янмін Цзяотун і Національний центральний університет. Багато наукових співробітників Академії Сініка мають друге призначення або спільну професорську посаду в цих університетах. Крім того, Академія Сініка створила спільні докторські програми з біологічних наук з університетами Тайваню, такі як програма докторського ступеня з морської біотехнології з Національним океанічним університетом Тайваню. За допомогою цих механізмів викладачі Академії Сініка читають лекції та керують роботою аспірантів.

#### Тайванська міжнародна аспірантура

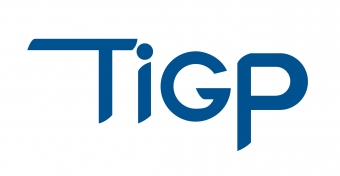
Логотип Тайванської міжнародної аспірантської програми

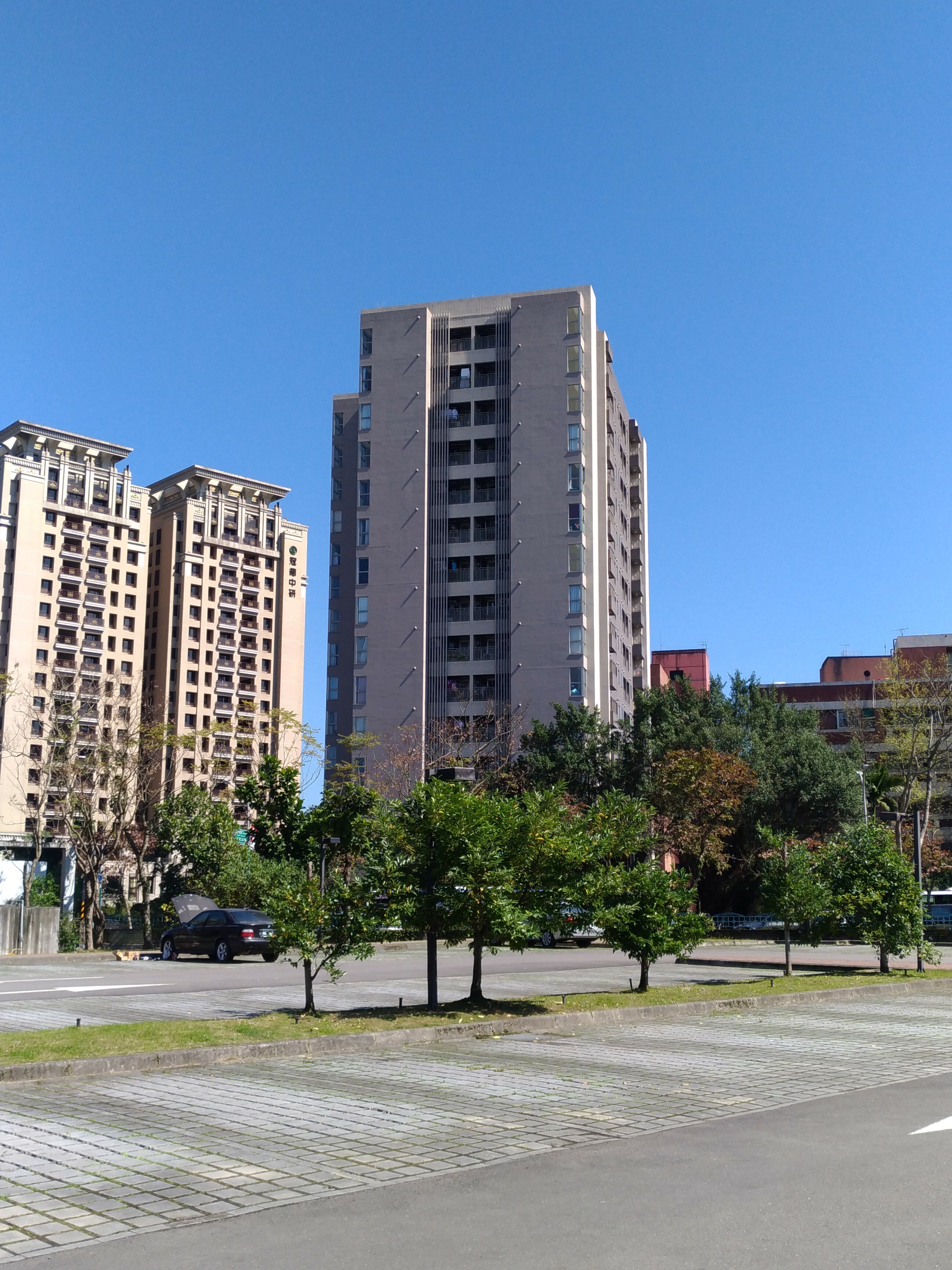
Один із гуртожитків для студентів ТМАП та їхніх родин

Від 2002 року Академія Сініка створила Тайванську міжнародну аспірантську програму (ТМАП; англ. Taiwan International Graduate Program (TIGP)), відкриту для місцевих та іноземних студентів. Усі курси в TIGP читаються англійською мовою. Студенти можуть вибрати консультанта серед викладачів, обраних для програми, серед видатних дослідників і професорів, призначених в академії або в одному з університетів-партнерів (або в обох). Наразі вступ до програми гарантує щомісячну стипендію в розмірі 34 000 NTD (приблизно 1200 доларів США або 1050 євро). Зазвичай заявки можна надсилати, починаючи з грудня, а кінцевим терміном подання, для зарахування у вересні того ж року, зазвичай є 31 березня. Лекції починаються приблизно в середині вересня і закінчуються приблизно в середині червня, з невеликими варіаціями переважно в залежності від академічного календаря університету-партнера.
ТМАП пропонує докторські програми лише з окремих дисциплін, узгоджених Академією Сініка та її національними дослідницькими університетами-партнерами. Програма пропонує докторські ступені у високо міждисциплінарних галузях у фізичних науках, прикладних науках, інженерії, біологічних та сільськогосподарських науках, охороні здоров'я та медицині, гуманітарних та соціальних науках. Станом на березень 2017 року Академія Сініка адмініструвала 12 таких програм зі ступенями, виданими в університетах-партнерах:
- Хімічна біологія та молекулярна біофізика
- Молекулярна наука та технологія
- Молекулярні та біологічні сільськогосподарські науки
- Біоінформатика
- Молекулярна та клітинна біологія
- Нанонаука та технологія
- Молекулярна медицина
- Наука про систему Землі
- Біорізноманіття
- Міждисциплінарна нейронаука
- Стійкі хімічні науки та технології
- Соціальні мережі та людиноорієнтовані обчислення

### Переддокторські програми

#### Міжнародна програма стажування ТМАП
Започаткована 2009 року Міжнародна програма стажування TIGP (TIGP-IIP)— це інтенсивна переддокторська літня двомісячна дослідницька програма, яка готує стажерів із необхідними знаннями та навичками, до майбутніх досліджень або розвитку кар'єри шляхом ретельного практичного навчання. Успішні заявники з усього світу отримають щомісяця стипендію в розмірі 30 000 NTD і квиток до Тайваню та назад. Основні моменти програми включають стажування в лабораторії, обраній заявником, відвідування об'єктів Академії Сініка та партнерських установ, екскурсії Тайванем та базові уроки китайської мови.

#### Літні програми стажування
Багато інститутів Академії Сініка пропонують студентів бакалаврату на Тайвані власні програми літнього стажування.

### Програма для середньої школи
Академія Сініка також пропонує трирічну програму для обдарованих і талановитих старшокласників, які цікавляться біологічними науками. Щоб зарахуватися, учні мають на початку 10-го класу (перший рік у тайванських старших середніх школах) скласти вступний іспит. Протягом 10-го класу студенти відвідують лекції експертів і різні лабораторії в кампусі. Протягом 11-го та 12-го класів учні відвідують лабораторію на свій вибір і отримують практичний досвід у різних галузях біологічних наук. Щоб закінчити програму, слід подати академічну роботу та представити її перед викладачами й колегами.

## Постдокторанти
Академія Сініка має багато як вітчизняних, так і міжнародних постдокторантів. Їх фінансують грантами Міністерства науки і технологій або академії. Остання, Постдокторантська програма Академії Сініка (Academia Sinica Postdoctoral Fellow Program), складається з двох напрямків: звичайні постдокторанти (початкова річна зарплата: 810 351 NTD (28100 USD), додаткові переваги залежать від головного дослідника) та постдокторанти Академії Сініка (річна зарплата до 1 167 278 NTD (40 000 USD), квиток в обидва боки та субсидія на дослідження (4 500 USD).

## Міжнародна співпраця
Академія широко співпрацює з дослідницькими та академічними установами з інших країн (такими як Інститут Гарвард—Яньцзинь) і приймає кілька іноземних інститутів та їхніх науковців.

### Франція
Тайбейський центр французького інституту Далекого Сходу (L'École française d'Extrême-Orient, EFEO) від 1992 до 1996 року перебував у Інституті сучасної історії, а від 1996 року — в Інституті історії та філології. Його дослідницькі проєкти зосереджені на місцевій та культурній історії Тайваню та Китаю, він організовує конференції та обговорення, підтримує запрошених науковців і студентів, а також приймає стипендіатів EFEO.

## Журнали, пов'язані з Академією Сініка
Academia Sinica наразі спонсорує такі журнали:
- Botanical Studies[en]
- Zoological Studies[en]
- Language and Linguistics
- Statistica Sinica
- Academia Sinica Law Journal
- Taiwan Journal of Anthropology
- Academia Economic Papers
- Bulletin of the Institute of Modern History, Academia Sinica
- Journal of Social Sciences and Philosophy